# 8153-as mellékút (Magyarország)
A 8153-as számú mellékút egy szűk 4 kilométer hosszú, négy számjegyű mellékút Komárom-Esztergom vármegye területén. Tulajdonképpen Ács egyik belső útja, amely keleti és nyugati irányban is összekapcsolja a kisvárost az 1-es főúttal; néhány évtizeddel ezelőtt még annak része volt.

## Nyomvonala
Ács külterületén, a keleti határszélétől alig több mint száz méterre ágazik ki az 1-es főútból, annak 93+550 kilométerszelvénye közelében. Teljesen ugyanazt a nyugat-délnyugati irányt követi, mint a főút idáig vezető szakasza, szorosan kísérve a Budapest–Hegyeshalom–Rajka-vasútvonal nyomvonalát, ami igazolja, hogy régebben a főút még erre vezetett. Az is biztos azonban, hogy ez a feltételezett állapot már több mint három évtizede megszűnt, mert a Kartográfiai Vállalat 1989-es kiadású autóatlasza ezt az útszakaszt már mellékútnak mutatja.
Még 200 méteren is alig jut túl az út, már el is éri Ács legnyugatibb házait, igaz, hogy a lakott területtől a sínek elválasztják. A vágány szelíd ívelését követve az út is lassan nyugatabbnak fordul, az első kilométerét elhagyva már szinte teljesen nyugati irányt követ. 1,2 kilométer után egy kereszteződéshez érkezik: dél felé a 8151-es út ágazik ki belőle, az ellenkező irányban pedig egy önkormányzati út, amely egészen az ácsi Duna-part térségéig vezet.
Az előbbi kereszteződést elhagyva az út még jó darabig a vasúttal párhuzamosan folytatódik nyugat felé, csak 2,5 kilométer megtétele után, Ács vasútállomás épületei mellett fordul északnyugati irányba. Ezen a szakaszán, körülbelül a második kilométerétől már az északi oldalán is belterületek, többé-kevésbé beépített településrészek kísérik, s ez így is marad, szinte egészen a végéig. Nem sokkal a lakott terület északnyugati szélét elhagyva véget is ér, visszatorkollva az 1-es főútba, amely itt pár méterrel a 97. kilométere előtt jár.
Teljes hossza, az országos közutak térképes nyilvántartását szolgáló kira.gov.hu adatbázisa szerint 3,858 kilométer.

## Története
A kereskedelem- és közlekedésügyi miniszter 70 846/1934. számú rendelete a teljes hosszában elsőrendű főútnak nyilvánította, az 1-es főút részeként. A lakott területet északról elkerülő szakasz forgalomba helyezését követően sorolhatták vissza mellékúttá.